# Diasporus
Diasporus es un género de anfibios anuros de la familia Eleutherodactylidae que se distribuye por Centroamérica y Sudamérica, desde Honduras hasta Ecuador.

## Descripción
Las ranas del género Diasporus se caracterizan por discos en los dedos expandidos con papillas o en forma de lanzas, presentan surcos circunferenciales alrededor de las puntas de los dedos, con falanges que terminan en forma de T. De igual manera el dedo I de la mano es más corto que el dedo II, mientras que el dedo V del pie es mucho más largo que el dedo III.

## Especies
Se reconocen las 11 siguientes según ASW:
- Diasporus anthrax (Lynch, 2001)
- Diasporus citrinobapheus[3] Hertz, Hauenschild, Lotzkat & Köhler, 2012
- Diasporus diastema (Cope, 1875)
- Diasporus gularis (Boulenger, 1898)
- Diasporus hylaeformis (Cope, 1875)
- Diasporus igneus[4] Batista, Ponce & Hertz, 2012
- Diasporus quidditus (Lynch, 2001)
- Diasporus tigrillo (Savage, 1997)
- Diasporus tinker (Lynch, 2001)
- Diasporus ventrimaculatus Chaves, García-Rodríguez, Mora & Leal, 2009
- Diasporus vocator (Taylor, 1955)

## Publicación original
- Hedges, S. B., W. E. Duellman & M. P. Heinicke. 2008. New World direct-developing frogs (Anura: Terrarana): molecular phylogeny, classification, biogeography, and conservation. Zootaxa, 1737, p.1-182. (texto íntegro (enlace roto disponible en Internet Archive; véase el historial, la primera versión y la última).).